# Прееді
Пре́еді (ест. Preedi küla) — село в Естонії, у волості Ярва повіту Ярвамаа.

## Населення
Чисельність населення на 31 грудня 2011 року становила 13 осіб.

## Історія
З 20 лютого 1992 до 21 жовтня 2017 року село входило до складу волості Коеру.